# کسپار سی ۳۲
کسپار سی ۳۲ (به انگلیسی: Caspar_C_32) یک هواگرد ملخ‌پیشین تک‌موتوره از نوع سم پاش ساخت شرکت Caspar-Werke است. هواگرد کسپار سی ۳۲ نخستین پروازش را در ۱۹۲۸ میلادی انجام داد. در مجموع، تعداد ۴ فروند از این هواگرد ساخته شده‌است.
طراح این هواگرد، Reinhold Mewes بود.